# 伊迪卡赖
伊迪卡赖（Idikarai），是印度泰米尔纳德邦Coimbatore县的一个城镇。总人口6251（2001年）。

## 人口
该地2001年总人口6251人，其中男性3134人，女性3117人；0—6岁人口580人，其中男304人，女276人；识字率80.13%，其中男性为71.47%，女性为88.84%。